# Missouri State University
Missouri State University är ett universitet i Springfield, Missouri, USA. Universitetet är Springfields största och delstaten Missouris näst största med över 21 000 studenter.
Missouri State University grundades den 17 mars 1905 som Fourth District Normal School. Namnet ändrades 1919 till Southwest Missouri State Teacher's College, 1945 till Southwest Missouri State College och 1972 till Southwest Missouri State University. Det nuvarande namnet togs i bruk år 2005.
Bland tidigare studenter finns politikerna Roy Blunt och Bob Holden samt skådespelaren John Goodman.